# Miguel del Río
Miguel Virgilio del Río López (Santa Clara, 20 maggio 1950 – 25 settembre 2022) è stato un allenatore di pallacanestro cubano.

## Carriera
Ha guidato Cuba ai Giochi olimpici di Atlanta 1996 e a due edizioni dei Campionati mondiali (1994, 1998).